# أمطار المياحي
أمطار رحيم نعمة المياحي هي سياسية عراقية، تشغل منصب نائب رئيس مجلس مفوضي هيئة الإعلام والاتصالات في العراق.
كما تشغل منصب رئيسة مركز "سمانة للتنمية والتطوير" في العراق.
شغلت سابقا منصب عضو مجلس محافظة البصرة عن منظمة بدر، وزوجها هو وزير الاتصالات السابق حسن كاظم الراشد.
لها من الأخوة والأخوات حسين وأسماء ونرجس.
استدعتها هيئة النزاهة في العراق سنة 2017 بسبب شبهات فساد.
يذكر أنها حاصلة على شهادة البكلوريوس من قسم المكتبات في كلية الآداب بجامعة البصرة عام 2004، وكذلك شهادة الماجستير من كلية الآداب في جامعة البصرة عام 2023.